# Antonio Beatillo
Antonio Beatillo (Bari, 5 dicembre 1570 – Napoli, 7 gennaio 1642) è stato un teologo, storico e gesuita italiano.

## Biografia
Studiò a Bari presso le scuole tenute dai padri gesuiti, della cui compagnia entrò a far parte nel 1588. Insegnò le lingue latina, greca ed ebraica in diversi collegi dell'ordine a cui apparteneva e, in occasione dei frequenti viaggi che dovette intraprendere a questo scopo, ebbe modo di raccogliere presso archivi e biblioteche notizie ed informazioni storiche di grande interesse, che era solito passare ad un certo padre Rosveido, il quale attendeva, in Fiandra, alla compilazione degli Acta Sanctorum dei Bollandisti.
Fu oratore sacro di grande valore. Lasciò diverse opere storiche, fra le quali si ricordano come le più importanti: Historia della vita di S. Nicolò (Napoli, 1620), Historia della vita di S. Sabino (Napoli, 1629) ed Historia di Bari (Napoli, 1637). I libri del Beatillo si rivelano preziosi specialmente per quanto riguarda la descrizione degli avvenimenti di cui fu testimone oculare.